# Gypsophila simulatrix
Gypsophila simulatrix är en nejlikväxtart som beskrevs av Joseph Friedrich Nicolaus Bornmüller och Woronow. Gypsophila simulatrix ingår i släktet slöjor, och familjen nejlikväxter. Inga underarter finns listade i Catalogue of Life.